# Lisa Tetzner

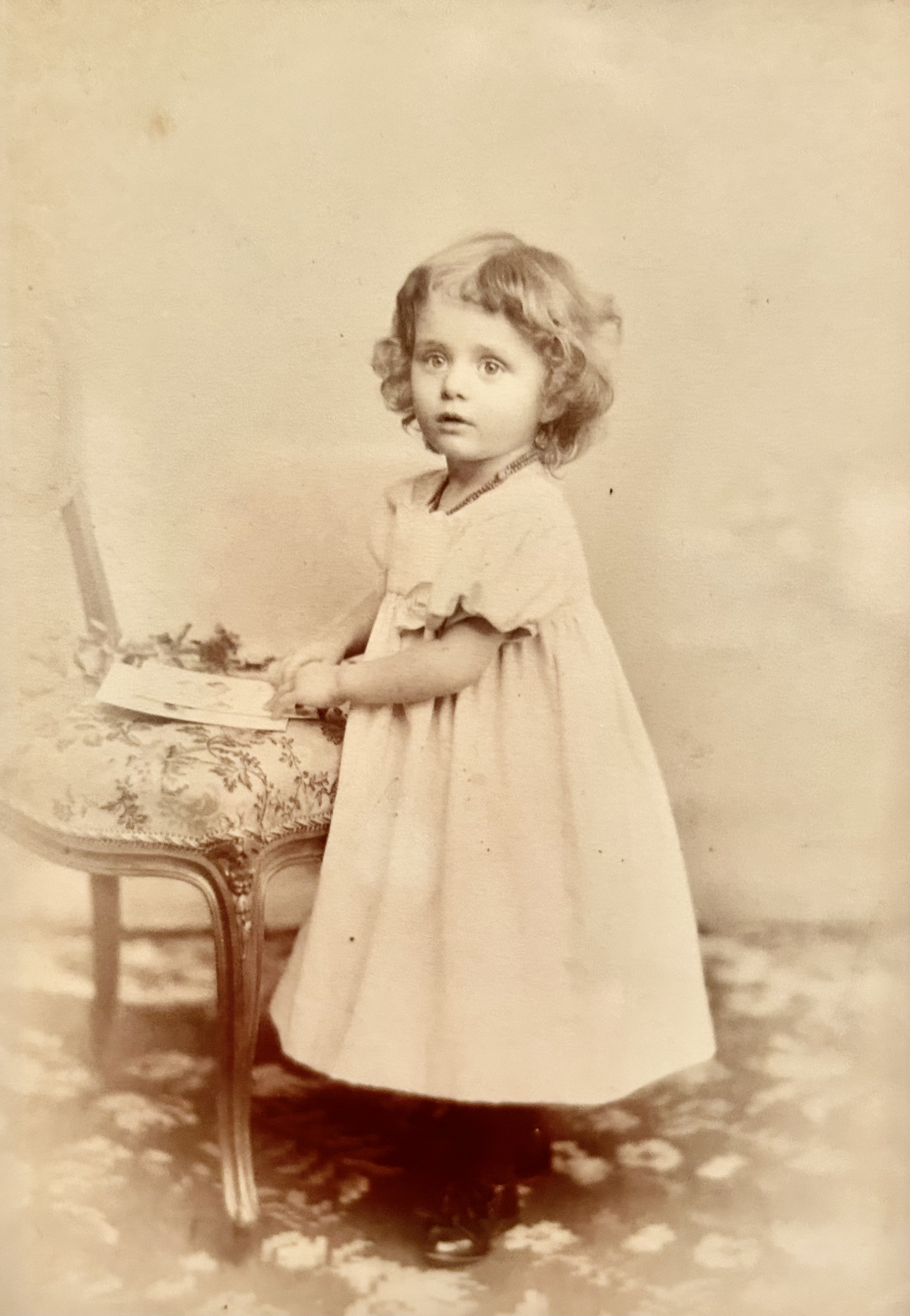
Lisa Tetzner als Zweijährige

Lisa Tetzner (* 10. November 1894 in Zittau; † 2. Juli 1963 in Lugano) war eine deutsch-schweizerische Kinderbuchautorin und Märchenerzählerin, die 1933 zusammen mit ihrem Mann Kurt Kläber Deutschland wegen Verfolgung durch die Nationalsozialisten verlassen musste. Sie wurde 1938 ausgebürgert und erwarb 1948 die Schweizer Staatsangehörigkeit. Ihre zweite Lebenshälfte verlebte sie in Carona im Kanton Tessin.

## Leben

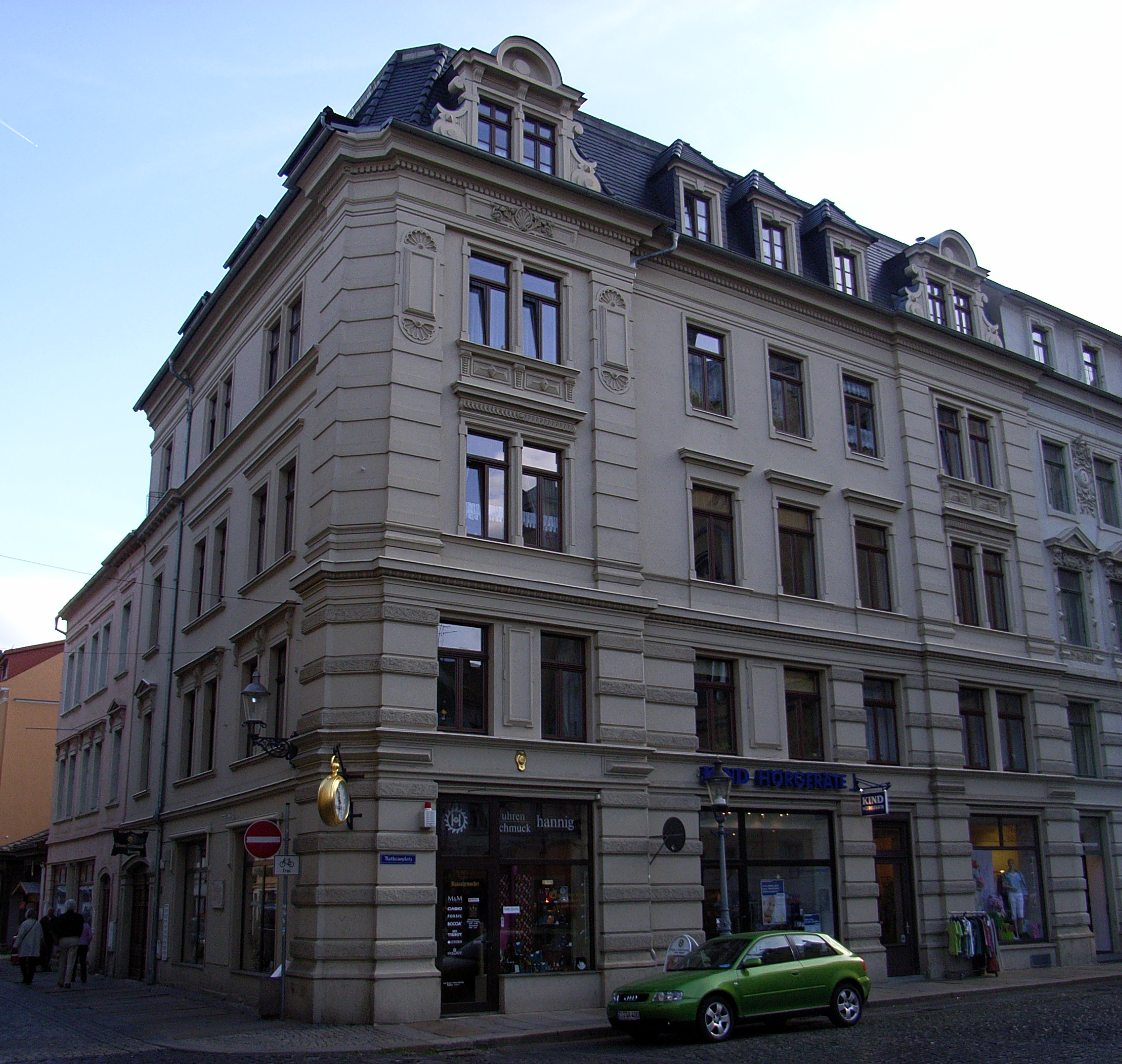
Tetzners Geburtshaus am Rathausplatz in Zittau.

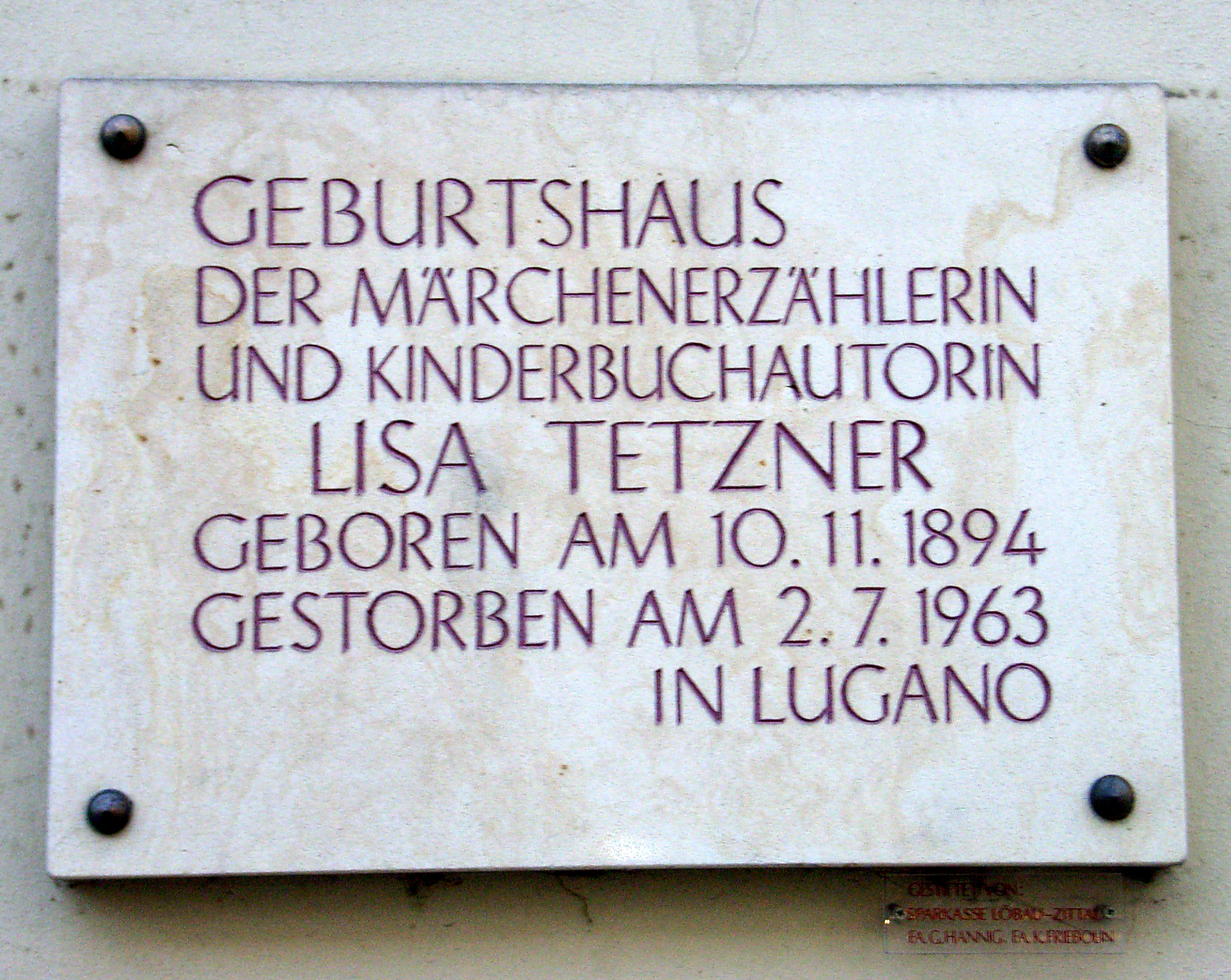
Plakette an ihrem Geburtshaus

Lisa Tetzner wurde 1894 als Tochter eines Arztes in Zittau geboren. Als Folge einer Erkrankung an Keuchhusten im Alter von elf Jahren erlitt sie sekundär eine Kniegelenkentzündung, die zu einer Versteifung ihres linken Knies führte. Sie konnte erst nach etlichen Jahren der Immobilität wieder frei gehen.

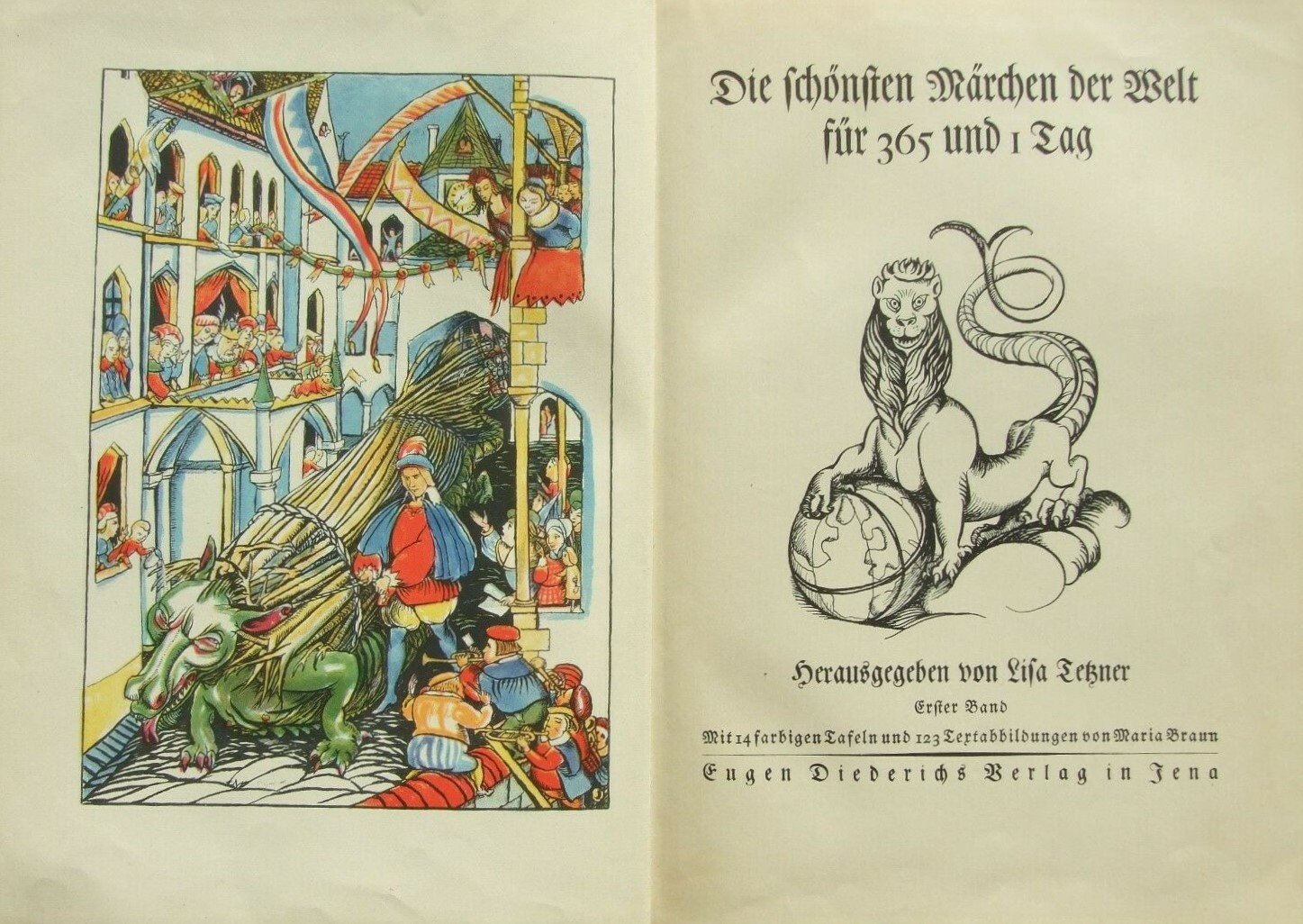
Lisa Tetzner: Die schönsten Märchen der Welt für dreihundertfünfundsechzig und einen Tag, Jena 1926/27, illustriert von Maria Braun

Mit 19 Jahren besuchte sie gegen den Willen ihres Vaters und trotz ihres labilen Gesundheitszustandes die Soziale Frauenschule in Berlin, um Polizeiassistentin zu werden. Sie belegte an der Schauspielschule Max Reinhardts Kurse in Sprecherziehung und Stimmbildung und inskribierte an der Berliner Universität bei Emil Milan, der dort Lektor für Vortragskunst war. Emil Milan wurde zu ihrem Mentor und unterstützte auch ihre Neigung zum Volksmärchen. Lisa Tetzner schloss sich der Jugendbewegung an. Den entscheidenden Anstoß für ihren weiteren Lebensweg gab 1917/18 die Begegnung mit dem Verleger Eugen Diederichs. Von ihm erhielt sie nicht nur finanzielle, sondern auch emotionale Unterstützung, sodass er und seine Frau zu regelrechten Ersatzeltern für die junge Lisa Tetzner wurden. Von ihnen ermutigt begann sie, als Märchenerzählerin durch die Dörfer Mittel- und Süddeutschlands (Thüringen, Schwaben und das Rheinland) zu ziehen. Eugen Diederichs brachte auch ihr erstes Buch Vom Märchenerzählen im Volke heraus.
1919 lernte Lisa Tetzner auf einer ihrer Wanderungen in Thüringen den KPD-Politiker und Arbeiterschriftsteller Kurt Kläber kennen. 1921 wurde sie aufgrund einer rechtsseitigen Hüftgelenkentzündung wieder bettlägerig. Die Entzündung heilte zwar wieder aus, führte jedoch zu einer dauernden Versteifung. 1924 heiratete sie Kurt Kläber, der später unter dem Pseudonym Kurt Held unter anderem Die rote Zora und ihre Bande schrieb. 1927 wurde Lisa Tetzner als Leiterin der Kinderstunde an den Berliner Rundfunk berufen und war ab 1932 auch für die Kinderprogramme anderer Rundfunkstationen zuständig. Daneben gab sie umfangreiche Märchensammlungen heraus. Ab 1928 begann sie, eigene Kinderbücher zu schreiben.
1933 emigrierte sie mit ihrem Mann, der wegen seiner politischen Auffassung von den Nationalsozialisten verfolgt wurde, nach Carona (Schweiz) in die Nachbarschaft ihres Freundes Hermann Hesse, wo auch Bert Brecht zeitweise bei ihnen weilte, bevor er nach Dänemark ging. 1936 wurde nach einem Schmähartikel in der SS-Zeitung Das Schwarze Korps ihr im deutschen Herbert Stuffer Verlag bereits erschienenes Buch Was am See geschah verboten, was das Verbot all ihrer Bücher in Deutschland nach sich zog. Ab 1937 arbeitete sie als Dozentin für Sprecherziehung am Kantonalen Lehrerseminar in Basel, wo sie bis 1955 tätig war. 1938 wurde ihr die deutsche Staatsbürgerschaft aberkannt; 1948 erhielt sie das Schweizer Bürgerrecht.
In den 1950er Jahren war Lisa Tetzner eine Förderin der phantastischen Kinderliteratur (vor allem Astrid Lindgrens Pippi Langstrumpf, 1945), die in Deutschland eher zögernd angenommen wurde. 1951 nahm sie an dem internationalen Kongress „International Understanding through Children’s Books“ teil, der von der von Jella Lepman gegründeten Internationalen Jugendbibliothek organisiert wurde. 1957 übersetzte sie C. S. Lewis’ erstes Narnia-Buch.

## Ehrungen
2016 wurde im schweizerischen St. Gallen eine Straße nach ihr benannt.
In Berlin, Zittau und Barsinghausen sind Schulen nach Lisa Tetzner benannt worden.

## Werke

### Kinder- und Bilderbücher, Märchen, Kinderstücke
- Guckheraus, heißt mein Haus (1925)
- Das Märchen vom dicken, fetten Pfannkuchen (1925)
- Der Gang ins Leben (1926)
- Die sieben Raben (1928)
- Hans Urian oder Die Geschichte einer Weltreise (1929)
- Der große und der kleine Klaus (1929)
- Vom Märchenbaum der Welt (1929)
- Der Fußball (1932)
- Siebenschön (1933)
- Was am See geschah (1935) [1956 verfilmt unter dem Titel Zärtliches Geheimnis]
- Die Reise nach Ostende (1936)
- Der Wunderkessel (1936)
- Belopazü (1938)
- Die schwarzen Brüder (zusammen mit Kurt Kläber, 2 Bände, Sauerländer, Aarau 1940/41)
- Sugus Märchenbuch (1950)
- Su – Die Geschichte der sonderbaren zwölf Nächte (1950)
- Der kleine Su aus Afrika (1952)
- Die schwarze Nuss (1952)
- Su und Agaleia (1953)
- Das Töpflein mit dem Hulle-Bulle-Bäuchlein (1953)
- Wenn ich schön wäre (1956)
- Das Mädchen in der Glaskutsche (1957)

### Erlebnisse und Abenteuer der Kinder aus Nr. 67
Lisa Tetzners Hauptwerk ist die von 1933 bis 1949 erschienene Serie Erlebnisse und Abenteuer der Kinder aus Nr. 67. Odyssee einer Jugend, die mitunter als wichtigstes deutschsprachiges Kinderbuch des Exils gilt. In ihr wird aus kindlicher Perspektive die Zeit des Nationalsozialismus in Deutschland geschildert.
- Band 1: Erwin und Paul (1933)
- Band 2: Das Mädchen aus dem Vorderhaus (1948)
- Band 3: Erwin kommt nach Schweden (1941)
- Band 4: Das Schiff ohne Hafen (1943)
- Band 5: Die Kinder auf der Insel (1944)
- Band 6: Mirjam in Amerika (1945)
- Band 7: War Paul schuldig? (1945)
- Band 8: Als ich wiederkam (1946)
- Band 9: Der neue Bund (1949)

### Reportagen, Berichte, theoretische Schriften
- Vom Märchenerzählen im Volke (1919)
- Aus Spielmannsfahrten und Wandertagen – Ein Bündel Berichte (= Vom Märchenerzählen im Volke zweiter Teil) (1923)
- Im Land der Industrie, zwischen Rhein und Ruhr (1923)
- Im blauen Wagen durch Deutschland (1926)
- Die Intellektuellen haben das Wort. In: Die Linkskurve. 2. Jg. Nr. 9. September 1930, S. 8.
- Lisa Tetzner-Kläber: Das war Kurt Held. Vierzig Jahre Leben mit ihm. Sauerländer, Aarau 1961.
- Das Märchen und Lisa Tetzner. Ein Lebensbild (1966)
- Voraussetzungen der Jugendliteratur.In: Helferschule des "LASKO", Landesverband Schweiz, Kinderfreunde-Organisationen, Zürich 1946

### Herausgebertätigkeit
- Deutsches Rätselbuch (1924)
- Die schönsten Märchen der Welt für 365 und einen Tag, 2 Bände, Jena 1926/27; (4 Bände), Neudruck unter dem Titel Märchenjahr, München 1956
- Dänische Märchen (1948)
- Englische Märchen (1948)
- Französische Märchen (1948)
- Sizilianische Märchen (1950)
- Russische Märchen (1950)
- Negermärchen (1950)
- Indianermärchen (1950)
- Märchen der Völker (1950)
- Japanische Märchen (1950)
- Türkische Märchen (1950)
- Indische Märchen (1950)
- Bunte Perlen. Kindergeschichten aus aller Welt (1956)
- Das Märchenjahr, 2 Bände (1956)
- Europäische Märchen (1958)

## Ausstellungen
- Aus unserem Leben in die Freiheit. Lisa Tetzner und Kurt Kläber. Leben und Werk. Kuratiert von Wiltrud Apfeld und Cristina Rita Parau. Kulturraum die flora der Stadt Gelsenkirchen. 18. September bis 30. Oktober 2011. Wanderausstellung.[8]
- Ausstellung Rote Zora und Schwarze Brüder. Kuratiert von Andrea Franzen. Schweizerisches Nationalmuseum Zürich. 10. Juni bis 12. November 2023.[9]